# Бельчич Артем Олексійович
Бельчич Артем Олексійович (17 липня 1997 року, м. Красний Лиман Донецької області)  — український футболіст, центральний захисник. Бронзовий призер Чемпіонату України 2013 (U-15) у складі "Іллічівець Маріуполь", срібний призер Чемпіонату України 2016 (U-19) року у складі "Олімпік Донецьк".

## Ігрова кар'єра
Вихованець ДЮСШ "Іллічівець Маріуполь" (тренер Чернов С.Г.). 
Бронзовий призер Чемпіонату України 2013 (U-15) року у складі "Іллічівець Маріуполь", срібний призер Чемпіонату України 2016 (U-19) року у складі "Олімпік Донецьк".
Обдарований центральний захисник. У 2016 році звернув на себе увагу на скаутів польських та угорських клубів, але через травму залишився в Україні. В період міжсезоння 2016 року мав тримісячний контрак з Чемпіоном Донецької області ФК "Славхліб" (Слов'янськ), де у фіналі Кубку Донецької області забив один з вирішальних м'ячів. Захищав кольори ФК "Арсенал-Київщина",ФК "Поділля" Хмельницький.. У березні 2018 року уклав трирічну угоду з ФК "Скала" Стрий.